# Chriolepis
Chriolepis es un género de peces de la familia de los Gobiidae en el orden de los Perciformes.

## Especies
- Chriolepis atrimelum Bussing, 1997
- Chriolepis benthonis Ginsburg, 1953
- Chriolepis cuneata Bussing, 1990
- Chriolepis dialepta Bussing, 1990
- Chriolepis fisheri Herre, 1942
- Chriolepis lepidota Findley, 1975)
- Chriolepis minutillus Gilbert, 1892 - especie tipo
- Chriolepis tagus Ginsburg, 1953
- Chriolepis vespa Hastings & Bortone, 1981
- Chriolepis zebra Ginsburg, 1938